# لکدار بوساها
لکدار بوساها (انگلیسی: Lakdar Boussaha؛ زادهٔ ۱۸ ژوئیهٔ ۱۹۸۷) بازیکن فوتبال اهل الجزایر است.